# Eunicicola clausi
Eunicicola clausi är en kräftdjursart som beskrevs av Kurz, sensu G.O. Sars, ?non Kurz 1877. Eunicicola clausi ingår i släktet Eunicicola, och familjen Eunicicolidae. Arten är reproducerande i Sverige.